# Lista de emissoras de televisão de Rondônia
Esta é uma lista de emissoras de televisão do estado brasileiro de Rondônia. São 28 emissoras concessionadas pela ANATEL. Pela lei, uma Retransmissora de Televisão (RTV) dentro da Amazônia Legal pode gerar programação local e comercializar espaços comerciais. As emissoras podem ser classificadas pelo nome, canal analógico, canal digital, cidade de concessão, sede, razão social, afiliação e prefixo.

## Canais abertos
| Nome                       | CA | CD      | Concessão             | Sede                  | Razão social                                       | Afiliação                                                 | Prefixo |
| -------------------------- | -- | ------- | --------------------- | --------------------- | -------------------------------------------------- | --------------------------------------------------------- | ------- |
| Amazon Sat                 | —  | 22 (23) | Porto Velho           | Manaus, AM            | Amazônia Cabo Ltda.                                | Independente                                              | ZYB 595 |
| Canal 18                   | —  | 18      | Cujubim               | Cujubim               | Vale do Jamari Comunicação Ltda.                   | TV Evangelizar                                            | RTV     |
| Record News RO             | —  | 31 (34) | Porto Velho           | Porto Velho           | Rádio Candelária FM Ltda.                          | Record News                                               | RTV     |
| Rede Amazônica Ariquemes   | 7  | 14      | Ariquemes             | Ariquemes             | Rádio TV do Amazonas Ltda.                         | TV Globo                                                  | RTV     |
| Rede Amazônica Cacoal      | 5  | 21      | Cacoal                | Cacoal                | Rádio TV do Amazonas Ltda.                         | TV Globo                                                  | RTV     |
| Rede Amazônica Ji-Paraná   | 5  | 15      | Ji-Paraná             | Ji-Paraná             | Rádio TV do Amazonas Ltda.                         | TV Globo                                                  | RTV     |
| Rede Amazônica Porto Velho | —  | 4 (14)  | Porto Velho           | Porto Velho           | Rádio TV do Amazonas Ltda.                         | TV Globo                                                  | ZYB 590 |
| Rede Amazônica Vilhena     | 5  | 15      | Vilhena               | Vilhena               | Rádio TV do Amazonas Ltda.                         | TV Globo                                                  | RTV     |
| Rede Brasil Norte          | —  | 6 (28)  | Porto Velho           | Porto Velho           | RBN - Rede Brasil Norte de Televisão Ltda.         | Rede Mundial                                              | ZYP 328 |
| Rede Evolução              | —  | 10 (33) | Porto Velho           | Porto Velho           | Sistema Nativa de Comunicações Ltda.               | Rede Cidade Verde                                         | RTV     |
| RedeTV! Ariquemes          | 5  | 17      | Ariquemes             | Ariquemes             | Rede de Comunicação Cidade Ltda.                   | RedeTV!                                                   | RTV     |
| RedeTV! Ji-Paraná          | 7  | 20      | Ji-Paraná             | Ji-Paraná             | Rede de Comunicação Cidade Ltda.                   | RedeTV!                                                   | RTV     |
| RedeTV! Machadinho         | 12 | 16*     | Machadinho d'Oeste    | Machadinho d'Oeste    | Rede de Comunicação Cidade Ltda.                   | RedeTV!                                                   | RTV     |
| RedeTV! Pimenta Bueno      | —  | 45      | Pimenta Bueno         | Pimenta Bueno         | Kake TV Ltda.                                      | RedeTV!                                                   | RTV     |
| RedeTV! Rondônia           | —  | 17 (16) | Porto Velho           | Porto Velho           | Rede de Rádio e Televisão Tiradentes Ltda.         | RedeTV!                                                   | ZYB 596 |
| RedeTV! Vilhena            | 9  | 17      | Vilhena               | Vilhena               | Rede de Comunicação Cidade Ltda.                   | RedeTV!                                                   | RTV     |
| REMA TV                    | —  | 5 (48)  | Porto Velho           | Porto Velho           | Fundação Evangélica Boas Novas                     | TV A Crítica .2 Boas Novas                                | RTV     |
| SIC TV                     | 10 | 40      | Pimenta Bueno         | Porto Velho           | Sistema Tropical Rondoniense de Comunicações Ltda. | Record                                                    | ZYB 597 |
| TV Norte Rondônia          | —  | 13 (36) | Porto Velho           | Porto Velho           | TV Allamanda Ltda.                                 | SBT                                                       | ZYB 592 |
| TV Ale RO                  | —  | 7 (50)  | Porto Velho           | Porto Velho           | Senado Federal                                     | .1 TV Senado .3 TV Câmara Porto Velho .4 TV Câmara        | ZYP 322 |
| TV Cidade                  | 13 | 16      | Jaru                  | Jaru                  | Rede de Televisão Cidade Ltda.                     | RedeTV!                                                   | RTV     |
| TV Cultura Rondônia        | —  | 25 (26) | Porto Velho           | Porto Velho           | Rádio e TV Maíra Ltda.                             | TV Cultura                                                | RTV     |
| TV do Povo                 | 35 | 41      | Ariquemes             | Ariquemes             | Rede de Comunicações Schwantes Ltda.               | Rede Meio Norte                                           | RTV     |
| TV R Gallo                 | —  | 45      | Alta Floresta d'Oeste | Alta Floresta d'Oeste | R. Gallo Ltda.                                     | RedeTV!                                                   | RTV     |
| TV Regional                | 8  | 26      | Presidente Médici     | Presidente Médici     | Cetral Rondoniense de Comunicações Ltda.           | Rede Bandeirantes                                         | RTV     |
| Rondovisão                 | 9  | 34      | Cacoal                | Porto Velho           | Sistema Meridional de Comunicação Ltda.            | Rede Bandeirantes                                         | ZYB 594 |
| TV Suruí                   | 15 | 32      | Cacoal                | Cacoal                | KTV Rádio e Televisão Ltda.                        | TV Cultura                                                | RTV     |
| TV UNIR                    | —  | 35      | Porto Velho           | Porto Velho           | Empresa Brasil de Comunicação S.A. - EBC           | TV Brasil .2 TV Brasil 2 .3 Canal Educação .4 Canal Saúde | ZYP 163 |

* - Em implantação

### Extintos
| Nome                            | Canal | Cidade de concessão | Período de existência |
| ------------------------------- | ----- | ------------------- | --------------------- |
| RBN Porto Velho (Rede Manchete) | 6     | Porto Velho         | ????-2003             |
| TV Madeira-Mamoré               | 2     | Porto Velho         | ????-2015             |
| Rede Amazônica Guajará-Mirim    | 3     | Guajará-Mirim       | 1974-2022             |
| Rede Amazônica Jaru             | 10    | Jaru                | 1979-2023             |
| TV Tropical (Rede Manchete)     | 7     | Cacoal              | ????-????             |